# Wrestling Swordfish
Wrestling Swordfish ist ein US-amerikanischer dokumentarischer Kurzfilm aus dem Jahr 1931.

## Handlung
Zunächst werden verschiedene Meeresbewohner vorgestellt, die entweder andere Meeresbewohner jagen oder von ihnen gejagt werden. Der Einführung in das Leben der Meeresbewohner folgt ein Schauspiel, das in der zeitgenössischen Berichterstattung zum Film als „Kampf des Jahrhunderts“ („battle of the century“) angekündigt wurde: Ein Angler in einem kleinen Fischerboot nimmt an einem Angelwettbewerb teil. An seiner Angel beißt ein 300 Pfund schwerer Schwertfisch, der sich jedoch nicht kampflos ergeben will.

## Produktion
Wrestling Swordfish entstand als zweiter Teil der One-Reel-Dokumentarreihe Cannibals of the Deep. Teil 1 war der Kurzfilm The Trail of the Swordfish, der im September 1931 erschien.
Wrestling Swordfish erlebte am 8. November 1931 seine Premiere. Der Verleiher des Films war die Educational Pictures Corporation of America. Der Film wurde zudem 1937 in den Educational Film Catalog aufgenommen.
Der frühe Farbfilm wurde in Sennettcolor gedreht.

## Auszeichnungen
Wrestling Swordfish gewann 1932 den Oscar in der Kategorie „Bester Kurzfilm – Novelty“. Er setzte sich in einer Stichwahl gegen Swing High durch, der bei der Erstwahl mit nur drei Stimmen vor Wrestling Swordfish gelegen hatte, wodurch das Ergebnis den Regeln gemäß als unentschieden gewertet werden musste.